# 담양군의 행정 구역
담양군의 행정 구역은 1읍 11면 231리 591반으로 구성되어 있다. 담양군의 면적은 455km2이며, 인구는 2023년 12월 31일을 기준으로 24,557세대 45,373명이다.

## 행정 구역
| 읍면       | 한자       | 세대   | 인구   | 면적  | 법정리 |
| ---------- | ---------- | ------ | ------ | ----- | --- |
| 담양읍     | 潭陽邑     | 7,625  | 15,271 | 29.52 | 담주리(潭州里), 천변리(川邊里), 지침리(紙砧里), 객사리(客舍里), 백동리(栢洞里), 남산리(南山里), 향교리(鄕校里), 만성리(萬成里), 양각리(羊角里), 강쟁리(江爭里), 반룡리(盤龍里), 오계리(五桂里), 학동리(鶴洞里), 금월리(錦月里), 삼만리(三萬里), 운교리(雲橋里), 삼다리(三茶里), 가산리(佳山里), 담빛리(담빛里) |
| 봉산면     | 鳳山面     | 1,496  | 2,626  | 19.49 | 대추리(大秋里), 제월리(齊月里), 신학리(新鶴里), 기곡리(錡谷里), 연동리(淵洞里), 유산리(柳山里), 양지리(陽地里), 와우리(臥牛里), 삼지리(三支里) |
| 고서면     | 古西面     | 1,658  | 2,975  | 26.58 | 교산리(校山里), 고읍리(古邑里), 분향리(分香里), 금현리(金峴里), 성월리(聲月里), 보촌리(甫村里), 주산리(舟山里), 원강리(院江里), 동운리(東雲里), 산덕리(山德里) |
| 가사문학면 | 歌辭文學面 | 730    | 1,184  | 43.55 | 학선리(鶴仙里), 지곡리(芝谷里), 연천리(燕川里), 정곡리(鼎谷里), 경상리(京相里), 무동리(茂洞里), 만월리(滿月里), 구산리(九山里), 인암리(仁岩里), 가암리(柯岩里), 풍암리(豊岩里) |
| 창평면     | 昌平面     | 2,061  | 3,555  | 33.8  | 창평리(昌平里), 삼천리(三川里), 용수리(龍水里), 유천리(柳川里), 오강리(梧江里), 의항리(義項里), 일산리(一山里), 장화리(長華里), 유곡리(維谷里), 해곡리(海谷里), 광덕리(廣德里), 외동리(外洞里) |
| 대덕면     | 大德面     | 1,109  | 1,877  | 53.69 | 매산리(梅山里), 장산리(獐山里), 비차리(飛釵里), 금산리(錦山里), 성곡리(聲谷里), 문학리(文學里), 운암리(雲岩里), 용대리(龍坮里), 갈전리(葛田里), 운산리(雲山里), 입석리(立石里) |
| 무정면     | 武貞面     | 1,497  | 2,397  | 39.31 | 봉안리(鳳安里), 오룡리(五龍里), 오봉리(五峰里), 영천리(靈泉里), 성도리(成道里), 동산리(東山里), 안평리(安平里), 덕곡리(德谷里), 서흥리(瑞興里), 정석리(貞石里), 평지리(平地里), 동강리(東江里), 오례리(五禮里)                                                                                                 |
| 금성면     | 金城面     | 1,500  | 2,458  | 37.31 | 원천리(元泉里), 석현리(石峴里), 대성리(大成里), 원율리(原栗里), 금성리(金城里), 덕성리(德成里), 봉서리(鳳棲里), 대곡리(帶谷里), 외추리(外楸里), 봉황리(鳳凰里) |
| 용면       | 龍面       | 1,044  | 1,776  | 62.46 | 두장리(斗長里), 통천리(桶泉里), 추성리(秋成里), 쌍태리(雙台里), 도림리(道林里), 월계리(月桂里), 용연리(龍淵里), 용치리(龍峙里) |
| 월산면     | 月山面     | 1,272  | 2,298  | 49.63 | 월산리(月山里), 월평리(月平里), 중월리(中月里), 용흥리(龍興里), 용암리(龍岩里), 신계리(新溪里), 광암리(廣岩里), 오성리(五星里), 월계리(月溪里), 화방리(化方里) |
| 수북면     | 水北面     | 2,378  | 4,766  | 29.06 | 나산리(羅山里), 개동리(開東里), 정중리(井中里), 황금리(黃金里), 고성리(古城里), 오정리(梧亭里), 대방리(大舫里), 궁산리(弓山里), 두정리(斗井里), 주평리(舟坪里), 풍수리(風水里), 남산리(南山里), 대흥리(大興里), 수북리(水北里), 담빛리(담빛里)                                                                 |
| 대전면     | 大田面     | 2,187  | 4,190  | 30.6  | 대치리(大峙里), 평장리(平章里), 서옥리(西玉里), 중옥리(中玉里), 응용리(鷹龍里), 태목리(台木里), 강의리(講義里), 월본리(月本里), 병풍리(屛風里), 행성리(杏成里), 성산리(城山里), 갑향리(甲鄕里) |
| 담양군     | 潭陽郡     | 24,557 | 45,373 | 455   | 총 140리 |

## 역사
- 마한 구소국(狗素國)
- 백제 추자혜군(秋子兮郡)
- 신라 경덕왕 때 추성군(秋成郡 / 秋城郡)으로 개칭하였다.
- 고려 성종 14년(995년)에 담주 도단련사(潭州都團練使)를 두었다가 후에 담양으로 고치고 나주(羅州)에 속하게 했다.
- 고려 명종 2년(1172년)에 감무(監務)를 두고 공양왕 3년(1391년)에 율원현감(栗原縣監)을 겸임했다.
- 조선 태조 4년(1395년) 담양군으로 승격하였다.
- 정종 1년(1398년) 담양부로 승격하였다.
- 태종 13년(1413년) 담양도호부
- 1895년 음력 윤5월 1일 남원부 담양군으로 개편하였다.[2]
- 1896년 8월 4일 전라남도 담양군으로 개편하였다.[3]
- 1914년 4월 1일 창평군(舊 옥과군 지역 제외), 장성군 갑향면, 광주군 일부(갈전면, 대치면)를 담양군에 통폐합하였다.[4]

| 조선총독부령 제111호 | |             |                                                                                |
| 구 행정구역          | 구 행정구역 | 신 행정구역 | 신 행정구역                                                                    |
| 담양군               | 동면(東面) | 담양면      | 객사리, 남산리, 지침리, 향교리                                                 |
| 담양군               | 서면(西面) | 담양면      | 담주리, 만성리, 백동리, 양각리, 천변리                                         |
| 담양군               | 목면(木面) | 구암면      | 강쟁리, 대추리, 삼지리                                                         |
| 담양군               | 우면(牛面) | 구암면      | 유산리, 양지리, 와우리                                                         |
| 담양군               | 두면(豆面) | 구암면      | 기곡리, 신학리, 연동리, 제월리                                                 |
| 담양군               | 고면(高面) | 월산면      | 가산리, 삼다리, 화방리                                                         |
| 담양군               | 광면(廣面) | 월산면      | 운교리, 광암리, 용암리, 오성리, 월계리                                         |
| 담양군               | 산면(山面) | 월산면      | 용흥리, 신계리, 월산리, 월평리, 중월리                                         |
| 담양군               | 고면(古面) 주진리/문암리/평신리/부곡리, 손곡리/산이천리 일부/대곡리 일부/외추동 일부, 영월리/덕성리/행정리/시목리, 장항리/봉서리/비내동/와룡촌 일부, 장재리/가라곡리/봉황동/대곡리 일부, 매곡리/노천동/외추동 일부, 오평리/원율리/(우면) 원우리, 심곡리/학동/(천면) 연화촌 일부                                                                              | 금성면      | 금성리, 대곡리, 덕성리, 봉서리, 봉황리, 외추리, 원율리, 학동리                 |
| 담양군               | 천면(泉面) 장은리/금월리/연화촌 일부, 대성리/봉곡리/(용면) 정각리/양지리 일부/치등리 일부, 선계리/삼만리/내동 일부/오정리 일부/(광면) 장원리 일부/기룡리 일부, 무림리/석현리/(고면) 와룡촌 일부/산이천리 일부, 내천리/외천리/내동 일부 | 금성면      | 금월리, 대성리, 삼만리, 석현리, 원천리                                         |
| 담양군               | 용면(龍面) | 용면        | 도림리, 두장리, 용연리, 용치리, 산성리, 쌍태리, 월계리, 청흥리, 추성리, 통천리 |
| 담양군               | 무면(武面) 칠치리/칠전리/동산리 일부, 신촌/반룡촌/용주면/(목면) 두곡리 일부/도고정 일부, 구안동/봉안동/수문동/술지리/기동/외당리 일부/동산리 일부, 서정리/성덕리/중리/도리, 죽산리/봉서리/영천리, 계동/오현동, 오룡동/운산리/외당리 일부, 오봉촌 | 무면        | 동산리, 반룡리, 봉안리, 성도리, 영천리, 오계리, 오룡리, 오봉리                 |
| 담양군               | 정면(貞面) | 정면        | 덕곡리, 단흥리, 동강리, 안평리, 오례리, 정석리, 평지리                         |
| 창평군               | 내남면(內南面) | 남면        | 경상리, 연천리, 정곡리, 지곡리, 학선리                                         |
| 창평군               | 외남면(外南面) | 남면        | 가암리, 구산리, 만월리, 무동리, 인암리, 풍암리                                 |
| 창평군               | 군내면(郡內面) | 남면        | 외동리                                                                         |
| 창평군               | 군내면(郡內面) | 창평면      | 삼천리, 오강리, 용수리, 유천리, 창평리                                         |
| 창평군               | 가면(加面) | 창평면      | 광덕리, 유곡리, 의항리, 일산리, 장화리, 해곡리                                 |
| 창평군               | 대면(大面) 등갈리/사창리 일부, 원효동/비차동/가흥동 일부, 상운암리/하운암리/사창리 일부, 입석리/(외남면) 입석리, 장동/소산리/대산리 | 대덕면      | 매산리, 비차리, 운암리, 입석리, 장산리                                         |
| 창평군               | 덕면(德面) 상갈리/하갈리/(동복군 외북면) 반곡리 일부, 시목리/무월리/당촌, 학동/옥천리/원기리/외문치리/내문치리/수곡리 일부, 요곡리/성신리 일부, 청운동/소지방리/용대리/수곡리 일부, 대서산정리/송산리/운산리 일부 | 대덕면      | 갈전리, 금산리, 문학리, 성곡리, 용대리, 운산리                                 |
| 창평군               | 북면(北面) | 고서면      | 동운리, 산덕리                                                                 |
| 창평군               | 서면(西面) | 고서면      | 금현리, 보촌리, 원강리, 주산리                                                 |
| 창평군               | 고현내면(古縣內面) | 고서면      | 고읍리, 교산리, 분향리, 성월리                                                 |
| 창평군               | 동서면(東西面) | 수북면      | 고성리, 나산리, 대흥리, 주평리, 풍수리                                         |
| 창평군               | 장북면(長南面) | 수북면      | 대방리, 오정리                                                                 |
| 창평군               | 장남면(長南面) | 수북면      | 개동리, 남산리, 정중리, 황금리                                                 |
| 광주군               | 갈전면(葛田面) 신기리/궁산리/구암리/경호리 일부/(창평군 장북면) 와룡동, 용정리/두동리/경호리 일부/(담양군 고면(高面)) 구연동 일부, 강의리/(우치면) 용강리 일부/(장성군 갑향면) 운산리 일부, 월인리/본하리 일부/본상리 일부/(대치면) 문내리 일부/(장성군 갑향면) 대산리 일부/사성리 일부, 태암리/(대치면) 시목리/응기리 일부/문내리 일부/(우치면) 신평리 일부 | 수북면      | 궁산리, 두정리                                                                 |
| 광주군               | 갈전면(葛田面) 신기리/궁산리/구암리/경호리 일부/(창평군 장북면) 와룡동, 용정리/두동리/경호리 일부/(담양군 고면(高面)) 구연동 일부, 강의리/(우치면) 용강리 일부/(장성군 갑향면) 운산리 일부, 월인리/본하리 일부/본상리 일부/(대치면) 문내리 일부/(장성군 갑향면) 대산리 일부/사성리 일부, 태암리/(대치면) 시목리/응기리 일부/문내리 일부/(우치면) 신평리 일부 | 대전면      | 강의리, 월본리, 태목리                                                         |
| 광주군               | 대치면(大峙面) 망화리/문내리 일부/효례리 일부/(갑향면) 대산리 일부, 신촌리/서옥리/금곡리 일부/용동리 일부/환인리 일부/청룡리 일부/(장성군 외동면) 청룡리 일부, 응기리 일부/(갈전면) 신룡리 일부/(삼소지면) 해산리 일부, 중옥리/문내리 일부/용동리 일부/금곡리 일부, 대아리/평장동리/화암리/효례리 일부                                                       | 대전면      | 대치리, 서옥리, 응용리, 중옥리, 화아리                                         |
| 장성군               | 갑향면(甲鄕面) 유두리/학동리/학전리 일부/나곡리 일부/사성리 일부/(갈전면) 본하리 일부, 노은리/내동리/후동리/나곡리 일부/대산리 일부/행정리 일부, 갑성산리/학전리 일부/옥동리 일부/주동리 일부/기강리 일부/(창평군 장서면) 평성산리 일부/화성산리 일부/(장남면) 금구동 일부, 대성리/덕산리/옥산리/옥동리 일부/행정리 일부                                     | 대전면      | 갑향리, 병풍리, 성산리, 행성리                                                 |
- 1931년 4월 1일 구암면(九岩面)을 봉산면으로 개칭하였다.[5]
- 1932년 4월 1일 무면(武面), 정면(貞面)을 무정면으로 통합하였다.
- 1943년 10월 1일 담양면을 담양읍으로 승격하였다.[6]
- 1955년 7월 1일 광산군 석곡면 일부(덕의리, 충효리, 금곡리)를 편입하였다.[7]

| 법률 제361호 시·군의관할구역변경에관한법률 |             |
| 구 행정구역                                | 신 행정구역 |
| 광산군 석곡면                              | 남면 일부   |
- 1957년 11월 6일 남면 일부(석곡면 편입지)를 광주시에 환원하였다.[8]

| 법률 제454호 시·군행정구역변경에관한법률 |             |
| 구 행정구역                              | 신 행정구역 |
| 남면 덕의리, 충효리, 금곡리              | 광주시 일부 |
- 1975년 (일자 미상) 담양호와 광주호 건설로 용면 산성리와 청흥리가 수몰되었다.
- 1983년 2월 15일 봉산면, 무정면, 금성면, 월산면의 각 일부를 담양읍에 편입하였다.[9]

| 대통령령 제11027호            |             |
| 구 행정구역                   | 신 행정구역 |
| 봉산면 강쟁리                 | 담양읍 일부 |
| 무정면 오계리, 반룡리         | 담양읍 일부 |
| 월산면 가산리, 삼다리, 운교리 | 담양읍 일부 |
| 금성면 금월리, 삼만리, 학동리 | 담양읍 일부 |
- 1990년 4월 1일 남면 외동리가 창평면으로 편입되었다.
- 2004년 10월 1일 수북면 나산리, 오정리, 대방리, 풍수리 4개리의 일부로 수북리가 신설되었다.
- 2019년 2월 19일 남면을 가사문학면(歌辭文學面)으로 개칭하였다.